# Sokół z masłem orzechowym
Sokół z masłem orzechowym (ang. The Peanut Butter Falcon) – amerykański komediodramat z 2019 roku w reżyserii Tylera Nilsona i Michaela Schwartza, z Shią LaBeoufem, Zackiem Gottsagenem i Dakotą Johnson w rolach głównych.
Film miał premierę podczas South by Southwest Film Festival w Austin w Stanach Zjednoczonych 9 marca 2019 roku. Do szerokiej dystrybucji w Stanach Zjednoczonych obraz trafił 23 sierpnia 2019 roku.

## Opis fabuły
Młody mężczyzna z zespołem Downa ucieka z domu opiekuńczego, by zrealizować swój sen o walkach zapaśniczych. Po drodze jego losy splatają się z losami uciekającego przed konsekwencjami za podpalenie cudzej własności Tylera. Razem mężczyźni przedzierają się przez delty, unikają schwytania, piją whisky, znajdują Boga, łowią ryby i przekonują piękną Eleanorę, by powędrowała dalej razem z nimi.

## Obsada
W filmie wystąpili m.in.:
- Shia LaBeouf jako Tyler
- Dakota Johnson jako Eleanor
- Zack Gottsagen jako Zak
- John Hawkes jako Duncan
- Thomas Haden Church jako Clint, zakapior z Salt Water
- Bruce Dern jako Carl
- Jon Bernthal jako Mark
- Jake Roberts jako Sam
- Mick Foley jako Jacob
- Susan McPhail jako kelnerka w jadłodajni
- Lee Spencer jako Glen

## Nagrody
Film nagrodzono na szeregu amerykańskich i zagranicznych festiwalach filmowych, m.in. w: Crested Butte, Indianapolis, Nantucket, Palm Springs, Austin (USA), Deauville (Francja), Hamburgu (Niemcy), Lejdzie (Holandia).